# Mu Cephei
Mu Cephei (μ Cep, μ Cephei), còn được gọi là Garnet sao của Herschel, là một sao siêu đỏ hoặc sao cực siêu khổng lồ  trong chòm sao Cepheus. Nó xuất hiện màu đỏ garnet và nằm ở rìa của tinh vân IC 1396. Kể từ năm 1943, quang phổ của ngôi sao này đã đóng vai trò là tiêu chuẩn M2 Ia mà các ngôi sao khác được phân loại.